# گورگن یانیکیان
گورگن مکرتیچ یانیکیان (ارمنی: Գուրգէն Մկրտիչ Եանիկեան؛ ۲۴ دسامبر ۱۸۹۵ – ۲۷ فوریهٔ ۱۹۸۴) مهندس، و پدیدآور ارمنی‌تبار اهل ایالات متحده آمریکا بود.

## زندگینامه
وی در ۲۴ دسامبر ۱۸۹۵ در ارزروم به دنیا آمد و از دانشگاه دولتی مسکو فارغ التحصیل شد.  وی در ۲۷ فوریهٔ ۱۹۸۴ در سن ۸۸ سالگی در کالیفرنیا درگذشت.